# US-amerikanische Badmintonmeisterschaft 1978
Die US-amerikanische Badmintonmeisterschaft 1978 fand im Frühjahr 1978 in Austin statt. Es war die 38. Auflage der nationalen Titelkämpfe im Badminton in den USA.

## Titelträger
| Disziplin    | Sieger                       |
| ------------ | ---------------------------- |
| Herreneinzel | Mike Walker                  |
| Dameneinzel  | Cheryl Carton                |
| Herrendoppel | John Britton Charles Coakley |
| Damendoppel  | Diana Osterhues Janet Wilts  |
| Mixed        | Bruce Pontow Pam Brady       |